# Ion Dumitrescu
Ion Dumitrescu (født 2. juni 1913 i Oteșani - død 6. september 1996 i Bukarest, Rumænien) var en rumænsk komponist, professor, dirigent og lærer.
Dumitrescu studerede komposition på Bukarest Musikkonservatorium (1939-1950).
Han har skrevet 2 symfonier, orkesterværker, kammermusik, koncertmusik, korværker, sange, filmmusik, scenemusik etc.
Dumitrescu underviste og var professor i komposition på Bukarest Musikkonservatorium.

## Udvalgte værker
- Symfoni nr. 1 (1955) - for orkester
- Symfoni nr. 2 (1967) - for orkester
- Sinfonietta (1957) - for orkester
- 3 suiter (1938, 1940, 1944) - for orkester
- Koncert (1961)- for strygerorkester
- "Digtning" (1940) - for cello og orkester